# 迷雾水珠
《迷霧水珠》（英語：Foggy Dew）是數首愛爾蘭民謠的名稱。最著名的一首與1916年復活節起義有關，鼓勵愛爾蘭人為共和大業而戰，而非像許多年輕人一樣，在第一次世界大戰中為大英帝國而戰。

## 早期
1840年，愛德華·邦廷的《愛爾蘭古代樂曲》（The Ancient Music of Ireland）首次記載了「迷霧水珠」一名。它是一首愛爾蘭傳統歌曲，其曲調與現代流行的版本不同（亦與挽歌及反叛歌曲版本不同）。邦廷的曲調來自《J. Mc Knight, Belfast, 1839》，但同旋律「Corraga Bawn」早在1804年已出現在《奧法雷爾的愛爾蘭風笛民族音樂作品集》（O'Farrell's Collection of National Irish Music for the Union Pipes）當中。

## 復活節起義
另一首名為「迷霧水珠」的歌曲是由查爾斯·歐尼爾（Charles O'Neill；1887-1963年）創作的。他出身於安特里姆郡波特格農（Portglenone），起初於唐暨康納教區擔任牧師，其後成為貝爾法斯特聖伯多祿主教座堂的助理牧師；晚年先後於唐郡的基爾庫及紐卡索擔任堂區主持牧師。 1912年，梅努斯聖博德大學授予歐尼爾聖職。
音樂出自巴里卡索，麥可·達勒的姊妹凱薩琳（Kathleen Dallat）所擁有的手稿，其顯示編曲者是卡爾·哈德貝克；歌曲旋律與傳統情歌《The Moorlough Shore》一致。
《迷霧水珠》是復活節起義和第一次世界大戰後愛爾蘭政局的產物。戰爭期間，約有21萬愛爾蘭人加入並於英國軍隊服役。此舉使許多愛爾蘭人（特別是民族主義同情者）五味雜陳。雖然他們大多支持英國作戰，但也認為這場戰爭的正當性之一，即比利時與塞爾維亞等「小國的自由」，同樣適用於仍受英國統治的愛爾蘭。1915年，響應了約翰·雷德蒙德的號召，加入戰爭的愛爾蘭年輕人（其中主要是中產階級）在加里波利遭屠殺，令許多人轉而反戰。
1916年，以詹姆斯·康諾利和派屈克·皮爾斯為首的愛爾蘭愛國者，趁英國忙於一戰之際，佔領了都柏林部分主要建築，包括郵政總局；其他人則於亞許本和高威起義。
英國政府殘酷鎮壓起義，以及隨後處決起義領導者的行為，對許多愛爾蘭人而言是一個轉折點。公眾反感處決，日益疏遠英國政府。
歐尼爾牧師於創作《迷霧水珠》時即反映了此種疏離感，紀念那數百名勇士奮起反抗當時最強的帝國。 1919年，他出席了愛爾蘭眾議院的首次會議。 點名時，許多當選議員缺席，只得到了一句回覆：「被外國人關起來了」（faoi ghlas ag na Gaill）。種種事件深刻影響歐尼爾；其後，他即創作了《迷霧水珠》，講述復活節起義的故事，寫出了眾多愛爾蘭人的心聲。他們現在終於認為，大戰期間為英國而戰的愛爾蘭人應該留下，為愛爾蘭獨立而戰。
歐尼爾用一句歌詞總結這種感受：「在愛爾蘭的天空下死去，總比死在蘇弗拉或塞迪爾巴希爾要好得多。」

## 歌詞
第一節：
As down the glen one Easter morn
To a city fair rode I.
There armed lines of marching men
In squadrons passed me by.
No pipe did hum, no battle drum
Did sound its loud tattoo
But the Angelus bell o'er the Liffy's swell
Rang out in the foggy dew.

第二節：
Right proudly high over Dublin town
They hung out that flag of war.
'Twas better to die 'neath an Irish sky
Than at Suvla or Sud el Bar.
And from the plains of Royal Meath
Strong men came hurrying through;
While Brittania huns with their long-range guns
Sailed in from the foggy dew.

第三節：
oh the night fell black and the rifle's crack
made perfidious Albion reel
'mid the leaden rain and seven tongues of flame
did shine o're the lines of steel
by each shining blade a prayer was said
that to Ireland her sons be true
when the morning broke still the war flag shook
out its fold on the foggy dew.

第四節：
T'was England bade our wild geese go
That small nations might be free.
But their lonely graves are by Suvla's waves
Or the fringe of the great North Sea.
But had they died by Pearse's side
Or fought with Cathal Brugha,
Their names we would keep where the Fenians sleep
'Neath the shroud of the foggy dew.

第五節：
but the bravest fell, and the requiem bell
Rang mournfully and clear
For those who died that Eastertide
In the spring time of the year.
And the world did gaze in deep amaze
At those fearless men, but few
Who bore the fight that freedom's light
Might shine through the foggy dew.

第六節：
Back through that glen I rode again
and my heart with grief was sore
for I parted with those gallant men
whom I'll never see no more
But to and fro in dreams I'll go
and I'll kneel and pray for you
For slavery fled, oh glorious dead,
when you fell in the foggy dew.

## 收錄版本
許多愛爾蘭傳統樂隊都演奏和錄製過《迷霧水珠》，如The Clancy Brothers and Tommy Makem、The Dubliners、The Chieftains、尚恩·麥高恩、狼音等。
- 1995年，愛爾蘭樂隊The Chieftains（英语：The Chieftains）的合作專輯《The Long Black Veil (album)（英语：The Long Black Veil (album)）》當中，此歌的哀樂版本由希妮德·奧康娜主唱。BBC 6 Music的投票將專輯評為「最佳二重唱」；此版本常於美國樂隊Dropkick Murphys（英语：Dropkick Murphys）的演唱會前播放。2015年7月11日，奧康娜在內華達州拉斯維加斯的UFC 189比賽中，為康納·麥葛瑞格現場演唱了這首歌。
- 2016年，歌曲收錄於意大利樂隊Patricks的首張專輯《Tales from Irish Waves》當中。
- 狄倫 ·瓦爾西（英语：Dylan Walshe）於Cave in Rock的現場錄製了一種版本。
- 歌曲收錄於艾倫·斯蒂維爾（英语：Alan Stivell）1972年現場專輯《Olympia》及1993年專輯《Again》（此版本包含尚恩·麥高恩的伴唱）中。
- 收錄於達尼埃萊·塞皮（英语：Daniele Sepe）及其意大利爵士樂隊的1995年專輯《Spiritus Mundi》中；專輯囊括世界各地的抗爭歌曲，由芬蘭歌手奧莉·古高（Auli Kokko）演唱。
- 收錄於Young Dubliners的1995年專輯《Breathe》中。
- 凱爾特搖滾（英语：Celtic rock）樂隊Black 47（英语：Black 47）的歌曲「Livin' in America」使用《迷霧水珠》的曲調演出。
- 收錄於塞爾維亞樂隊Orthodox Celts（英语：Orthodox Celts）第二張專輯《The Celts Strike Again（英语：The Celts Strike Again）》中。
- 收錄於塞爾維亞樂隊Tir na n'Og（英语：Alfapop）的同名專輯（英语：Tir na n'Og (album)）中。
- 收錄於休斯頓凱爾特搖滾樂隊Blaggards（英语：Blaggards）2005年專輯《Standards》中。
- 收錄於克羅地亞樂隊Belfast Food（英语：Belfast Food）專輯《Live in Rijeka》中。
- 收錄於德國凱爾特金屬（英语：Celtic metal）樂隊Suidakra（英语：Suidakra）1999年專輯《Lays From Afar》中，作為其收尾曲目，並只演唱第一節歌詞。
- 收錄於愛爾蘭樂隊Screaming Orphans（英语：Screaming Orphans）2013年專輯《Sliabh Liag》中。
- 皮特·西格重新填詞，並將歌曲命名為「Over the Hills」。
- 收錄於愛爾蘭金屬樂隊Primordial（英语：Primordial (band)）2014年歌曲合輯《One and All, Together, for Home》中。
- 收錄於法國歌手吉勒·塞爾瓦（英语：Gilles Servat）1996年專輯《Sur les quais de Dublin》中，與朗尼·德魯（英语：Ronnie Drew）的二重唱版本，並包括塞爾瓦為歌曲創作的一首詩。
- 美國音樂家歐蒂塔於1960年代初演唱過這首歌。
- 收錄於蘇格蘭民謠歌手哈米什·伊姆拉特（英语：Hamish Imlach）1966年的同名專輯中。
- 收錄於美國力量金屬樂隊Jag Panzer（英语：Jag Panzer）2017年專輯《The Deviant Chord》中。
- 收錄於波蘭民謠樂隊Beltaine（英语：Beltaine (band)）2004年專輯《Rockhill》中。
- 收錄於亞利桑那公路樂隊Major Lingo（英语：Major Lingo）1987年專輯《Ride》中。 [10]
- 蘇格蘭-瑞典民謠樂隊The Corbies於2020年發行單曲《迷霧水珠》。[11]
- 2008年，德里克·沃菲爾德（英语：Derek Warfield）與狼音共同錄製這首歌。[12]
- 收錄於愛爾蘭民謠歌手利亞姆·克蘭西（Liam Clancy）2006 年專輯《Irish Troubadour》中
- 2022年，科爾姆·麥金尼斯（Colm McGuinness）於其YouTube頻道發佈。[13]
- Brother Bastion經常現場表演這首歌。

- Niklas Kleberg與The Darkeyed Musician於其Youtube頻道上翻唱了這首歌（頻道名稱分別為「Hear My Melody」及「The Darkeyed Musician」）。

## 外部連結
- 迷霧水珠的歌詞、吉他和弦及影片 （页面存档备份，存于）
- 民族音樂學家討論《迷霧水珠》的起源、演出和接受的文章 （页面存档备份，存于）
- 約翰·麥考馬克 (John McCormack) 演唱的（1913年版本錄音；由國會圖書館提供） （页面存档备份，存于）